# Námořní smlouva

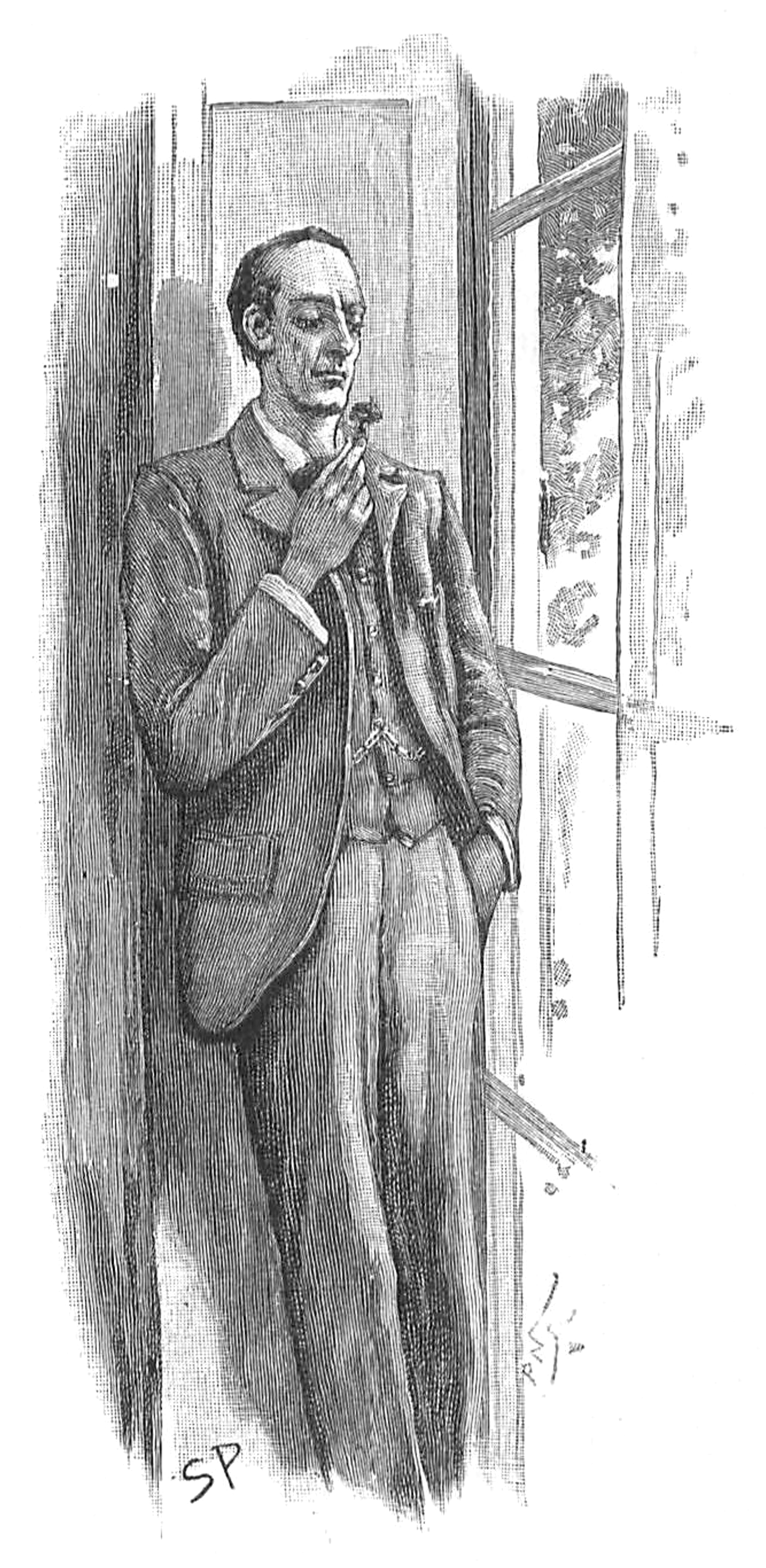
Holmes obdivuje růži. (1893, Sidney Paget, The Strand Magazine)

Námořní smlouva je jedna z 56 krátkých detektivních povídek o Sherlocku Holmesovi, kterou napsal Sir Arthur Conan Doyle. Poprvé byla publikována v časopisu The Strand Magazine pod názvem The Adventure of the Naval Treaty, kde byla kvůli své délce rozdělena na 2 části, které vyšly v říjnu a listopadu 1893. Je desátou z jedenácti povídek vydaných knižně v souboru Vzpomínky na Sherlocka Holmese (anglicky The Memoirs of Sherlock Holmes).
Sám Doyle příběh zařadil na konec žebříčku svých 19 nejoblibenějších holmesovských povídek.
Holmes zde vyšetřuje odcizení tajné vojenské smlouvy z budovy britského ministerstva zahraničí.

## Děj
Doktor Watson obdrží dopis od svého starého spolužáka Percyho Phelpse, který ho žádá, aby za ním přivedl Sherlocka Holmese, a tak se za ním oba vydají.
Phelps pracuje jako vlivný úředník na ministerstvu. Jednoho dne byl svým strýcem a ministrem zahraničí lordem Holdhurstem požádán o pořízení kopie tajné vojenské námořní smlouvy s Itálií. Když Phelps pozdě večer smlouvu opisoval, opustil na chvíli svou kancelář, aby si u vrátného obstaral kávu. Vrátného našel spícího, probudil ho až řinčící zvonek, který vede do Phelpsovy kanceláře. Vyděšený Phelps se rozběhne do kanceláře, smlouva tam již však není. Zdrcený je dopraven domů, kde je pro něho uvolněna místnost patřící jeho nastávajícímu švagrovi Josephu Harrisonovi, kde v mozkové horečce stráví několik týdnů v péči své budoucí ženy Annie.
Když druhý den Holmes s Watsonem opět přijedou za Phelpsem, dozví se, že se do pokoje kde Phelps spal pokusil někdo vloupat. Po vyslechnutí této příhody Holmes instruuje Annie, ať do večera neopouští onu místnost, a navrhne Phelpsovi, aby se s nimi vrátil do Londýna. Ve vlaku jim však oznámí, že on sám s nimi nepojede.
Té noci Holmes číhá u okna dotyčného pokoje a vidí Josepha Harrisona, jak vyndává smlouvu schovanou v podlaze. Po rvačce se mu smlouvu podaří získat. Ráno se vrátí na Baker Street, kde „nedokáže odolat dramatickému efektu“ a Phelpsovi smlouvu nechá naservírovat k snídani.
Harrisona Holmes začal podezřívat, když mu Phelps řekl, že spolu ten den plánovali odjet domů stejným vlakem. Harrison za ním šel do kanceláře ve chvíli, kdy ji Phelps opustil, a tak zazvonil na zvonek, aby ho přivolal, ale poté si všiml smlouvy na stole, chopil se jí a doufal, že se mu ji podaří prodat a splatit tak své dluhy.

## Adaptace
Povídku adaptovala BBC v televizním seriálu Sherlock Holmes (1965, 1968) v hlavní roli s Peterem Cushingem, epizoda je však považována za ztracenou.
Děj byl zpracován ve stejnojmenné epizodě televizního seriálu Sherlock Holmes (1984–1994). Hlavní roli ztvárnil Jeremy Brett.
Pro rozhlas adaptovala povídku mimo jiné BBC v letech 1960 a 1992.